# ماريا بشير
ماريا بشير هي المدعية العامة في أفغانستان منذ سنة 2009 وبذلك تعد أول امرأة في العالم الإسلامي تتقلد هذا المنصب في القضاء وخاصة في أفغانستان وهي من مواليد سنة 1970 في مدينة هرات وتخرجت من جامعة كابول بشهادة في القانون قبل النتقال لاكمال الدراسة في ألمانيا واستقرت هناك بعد الحرب الاهلية لتعود إلى بلادها بعد سقوط حركة طالبان سنة 2001

## محاولة اغتيالها
نجت من عدة محاولات لاغتيالها من طرف عناصر طالبان ومع ذلك استمرت في عملها ولم تتوقف رغم الصعوبات صنفتها جريدة تايم بين 100 شخصية مؤثرة في العالم